# 유산균
젖산균(-酸菌), 유산균(乳酸菌) 또는 락트산균(lactic acid bacteria)은 물질대사에 의해 탄수화물을 젖산으로 분해시키는 후벽균류 세균의 총칭이다. 요구르트, 유산균음료, 김치 등의 식품을 발효시킨다. 일부 젖산균은 창자 등의 소화기관(장내세균)이나 질 안에 있어, 다른 병원미생물로부터 몸을 지킨다.

## 정의
‘유산균’은 생물 분류가 아니라 세균의 활동에 따라 이름을 붙인 것이다. 보통 소비한 당의 과반을 젖산으로 만들어 내면서       인간에게 유익한 균을 유산균으로 부른다. 유산균은 대체로 락토바실루스속(Lactobacillus)에 속해 있었지만, 2020년 이후로 여러 개의 속으로 재분류되었다. 락토바실루스속에 속해 있던 균이라도 인간에게 유익하지 않은 것이 있으며, 반대로 락토바실루스속에 속하지 않았던 스트렙토코쿠스 테르모필루스(Streptococcus thermophilus) 등이 유산균으로 불리는 경우도 있다.
대장균(Escherichia coli)과 뮤턴스(충치)균(Streptococcus mutans)도 대사 과정에서 젖산을 만든다.

## 같이 보기
- 젖산 발효